# Formule 3000 v roce 1985
Formule 3000 v roce 1985 byla prvním ročníkem nové disciplíny Formule 3000, kterou vytvořila Mezinárodní automobilová federace. Měla být finálním krokem k přípravě jezdců pro Formuli 1 a rychlejší a levnější variantou závodění než Formule 2.
V roce 1985 se uskutečnilo v této disciplíně 11 Velkých cen a mistrem světa se stal německý jezdec Christian Danner z týmu BS Automotive s vozem March 58B.

## Pravidla
Bodovalo prvních 6 jezdců podle klíče:
- První - 9 bodů
- Druhý - 6 bodů
- Třetí - 4 body
- Čtvrtý - 3 body
- Pátý - 2 body
- Šestý - 1 bod

## Složení týmů
| Číslo               | Pilot                                                     | Pořadí                                                    | Body                                                      |
| ------------------- | --------------------------------------------------------- | --------------------------------------------------------- | --------------------------------------------------------- |
| Ralt                | Ralt                                                      | Model:Ralt RT20 Motor: Cosworth DFV Pneumatiky: Avon      | Model:Ralt RT20 Motor: Cosworth DFV Pneumatiky: Avon      |
| 1 2                 | Mike Thackwell John Nilsen                                | 2. místo 4. místo                                         | 45 34                                                     |
| ORECA               | ORECA                                                     | Model:March 85BMotor: Cosworth DFV Pneumatiky: Avon       | Model:March 85BMotor: Cosworth DFV Pneumatiky: Avon       |
| 3 4                 | Michel Ferté Pierre Chauvet Olivier Grouillard            | 5. místo Bez bodů 12. místo                               | 17 0 7                                                    |
| AGS                 | AGS                                                       | Model:AGS JH20Motor:Cosworth DFVPneumatiky:Avon           | Model:AGS JH20Motor:Cosworth DFVPneumatiky:Avon           |
| 5                   | Philippe Streiff                                          | 8. místo                                                  | 12                                                        |
| BS Automotive       | BS Automotive                                             | Model:March 85BMotor: Cosworth DFVPneumatiky: Avon        | Model:March 85BMotor: Cosworth DFVPneumatiky: Avon        |
| 7 8                 | Tomas Kaiser Christian Danner                             | 14. místo Mistr                                           | 3 51                                                      |
| Onyx                | Onyx                                                      | Model:March 85BMotor: Cosworth DFVPneumatiky: Avon        | Model:March 85BMotor: Cosworth DFVPneumatiky: Avon        |
| 9 10                | Emanuele Pirro Johnny Dumfries                            | 3. místo 17. místo                                        | 38 1                                                      |
| Sanremo Racing      | Sanremo Racing                                            | Model:March 85BMotor: Cosworth DFVPneumatiky: Avon        | Model:March 85BMotor: Cosworth DFVPneumatiky: Avon        |
| 13 14 33            | Gabriele Tarquini Alessandro Santini Roberto del Castello | 6. místo bez bodů                                         | 14 0                                                      |
| Lola                | Lola                                                      | Model: Lola T950 -Motor: Cosworth DFVPneumatiky: Avon     | Model: Lola T950 -Motor: Cosworth DFVPneumatiky: Avon     |
| 15 16               | Alain Ferté Mario Hytten                                  | 9. místo 10. místo                                        | 10 8                                                      |
| PMC                 | PMC                                                       | Model: Williams FW08C Motor: Cosworth DFVPneumatiky: Avon | Model: Williams FW08C Motor: Cosworth DFVPneumatiky: Avon |
| 17 18               | Thierry Tassin Lamberto Leoni                             | 19. místo 11. místo                                       | 1 3                                                       |
| Barron              | Barron                                                    | Model: Tyrrell 012 Motor: Cosworth DFVPneumatiky: Avon    | Model: Tyrrell 012 Motor: Cosworth DFVPneumatiky: Avon    |
| 19 20               | Claudio Langes Roberto Moreno                             | bez bodů 15. místo                                        | 0 3                                                       |
| Corbari Italia      | Corbari Italia                                            | Model: Lola T950 Motor: Cosworth DFVPneumatiky: Avon      | Model: Lola T950 Motor: Cosworth DFVPneumatiky: Avon      |
| 21 22               | Juan Manuel Fangio II Mario Hytten                        | 18. místo 10. místo                                       | 1 8                                                       |
| Ekström Racing      | Ekström Racing                                            | Model: March 85BMotor: Cosworth DFVPneumatiky: Avon       | Model: March 85BMotor: Cosworth DFVPneumatiky: Avon       |
| 23                  | Eric Lang                                                 | bez bodů                                                  | 0                                                         |
| Eddie Jordan Racing | Eddie Jordan Racing                                       | Model: March 85BMotor: Cosworth DFVPneumatiky: Avon       | Model: March 85BMotor: Cosworth DFVPneumatiky: Avon       |
| 25                  | Thierry Tassin                                            | 19. místo                                                 | 1                                                         |
| Roger Cowman Racing | Roger Cowman Racing                                       | Model: Arrows A6Motor: Cosworth DFVPneumatiky: Avon       | Model: Arrows A6Motor: Cosworth DFVPneumatiky: Avon       |
| 26                  | Slim Borgudd                                              | bez bodů                                                  | 0                                                         |

## Velké ceny
| Datum        | Závod                         | Vítěz            | Vůz        | Výsledky |
| ------------ | ----------------------------- | ---------------- | ---------- | -------- |
| 24. březen   | BRDC International Trophy     | Mike Thackwell   | Ralt RT 20 | Výsledky |
| 7. duben     | Jochen Rindt Trophy           | Emanuele Pirro   | March 58B  | Výsledky |
| 21. duben    | Grande Premio do Estoril      | John Nilsen      | Ralt RT 20 | Výsledky |
| 12. květen   | Gran Premio di Roma           | Emanuele Pirro   | March 58B  | Výsledky |
| 26. květen   | Grand Prix Pau                | Christian Danner | March 58B  | Výsledky |
| 2. červen    | Spa                           | Mike Thackwell   | Ralt RT 20 | Výsledky |
| 30. červen   | Dijon                         | Christian Danner | March 58B  | Výsledky |
| 28. červenec | Gran Premio dell Mediterraneo | Mike Thackwell   | Ralt RT 20 | Výsledky |
| 17. srpen    | Österreichring                | Ivan Capelli     | March 58B  | Výsledky |
| 24. srpen    | Zandvoort                     | Christian Danner | March 58B  | Výsledky |
| 22. září     | Donington                     | Christian Danner | March 58B  | Výsledky |

## Konečné hodnocení Mistrovství Světa

### Jezdci
| P  | Jezdec                | Tým            | Vůz                | Body |
| -- | --------------------- | -------------- | ------------------ | ---- |
| 1  | Christian Danner      | BS Automotive  | March 58B          | 51   |
| 2  | Mike Thackwell        | Ralt           | Ralt RT 20         | 45   |
| 3  | Emanuele Pirro        | Onyx           | March 58B          | 38   |
| 4  | John Nilsen           | Ralt           | Ralt RT 20         | 34   |
| 5  | Michel Ferté          | ORECA          | March 58B          | 17   |
| 6  | Gabriele Tarquini     | Sanremo Racing | March 58B          | 14   |
| 7  | Ivan Capelli          | Genoa          | March 58B          | 13   |
| 8  | Philippe Streiff      | AGS Lola       | Lola T950 AGS JH20 | 12   |
| 9  | Alain Ferté           | Lola           | Lola T950          | 10   |
| 10 | Mario Hytten          | Corbari Italia | Lola T950          | 8    |
| 11 | Lamberto Leoni        | Corbari Italia | Lola T950          | 8    |
| 12 | Olivier Grouillard    | ORECA          | March 58B          | 7    |
| 13 | Guido Decco           | Sanremo Racing | March 58B          | 6    |
| 14 | Tomas Kaiser          | BS Automotive  | March 58B          | 3    |
| 15 | Roberto Moreno        | Barron         | Tyrrell 012        | 3    |
| 16 | Philippe Alliot       | BS Automotive  | March 58B          | 1    |
| 17 | Johnny Dumfries       | Onyx           | March 58B          | 1    |
| 18 | Juan Manuel Fangio II | Corbari Italia | Lola T950          | 1    |
| 19 | Thierry Tassin        | PMC            | Williams FW08C     | 1    |

### Národy
| *  | Stát           | Body |
| -- | -------------- | ---- |
| 1  | Itálie         | 79   |
| 2  | Německo        | 54   |
| 3  | Francie        | 47   |
| 4  | Nový Zéland    | 45   |
| 5  | Dánsko         | 34   |
| 6  | Švýcarsko      | 8    |
| 7  | Švédsko        | 3    |
| 8  | Brazílie       | 3    |
| 9  | Velká Británie | 1    |
| 10 | Argentina      | 1    |
| 11 | Belgie         | 1    |